# Saint-Just (Hérault)
Saint-Just település Franciaországban, Hérault megyében. Lakosainak száma 3290 fő (2022. január 1.). Saint-Just Lansargues, Lunel, Lunel-Viel és Saint-Nazaire-de-Pézan községekkel határos.

## Népesség
A település népessége az elmúlt években az alábbi módon változott:
| Lakosok száma | 544  | 1034 | 1568 | 2636 | 2962 | 3153 | 3255 | 3278 | 3290 | 3290 |
|               | 1968 | 1982 | 1990 | 2006 | 2013 | 2015 | 2017 | 2019 | 2020 | 2022 |